# Streatham
Streatham – dzielnica Londynu, leżąca w gminie London Borough of Lambeth. W 2011 liczyła 115046 mieszkańców. Streatham jest wspomniana w Domesday Book (1086) jako Estreham.